# 포럼 66
포럼 66(중국어: 市府恒隆广场)는 중화인민공화국 선양에 위치하고 있다.

## 같이 보기
- 마천루 목록
- 아시아의 마천루 목록
- 중화인민공화국의 마천루 목록